# Walter Harold Covert
Walter Harold Covert, homme politique canadien né à Musquash en Nouvelle-Écosse le 13 septembre 1865 et mort à Dartmouth en 1949,fut lieutenant-gouverneur de la province de Nouvelle-Écosse de 1931 à 1937.